# أوريتا بيرتي
أوريتا بيرتي (بالإيطالية: Orietta Berti)‏ (1 يونيو 1943 - )؛ مغنية وممثلة وشخصية تلفزيونية إيطالية. عُرفت باسم «عندليب كافرياغو» نسبة لمدينتها، وأصل هذا الاسم يعود إلى أحد الصحفيين، الذي أطلق على أشهر أربع مغنيات إيطاليات في عقدي ستيتيات وسبعينيات القرن العشرين أسماء مماثلة منسوبة لمسقط رأسهن، وحملت الثلاث الأخريات أسماء «ببر كريمونا» و«نمر غورو» و«عقاب ليغونكيو».

## روابط خارجية
- أوريتا بيرتي على موقع IMDb (الإنجليزية)
- أوريتا بيرتي على موقع روتن توميتوز (الإنجليزية)
- أوريتا بيرتي على موقع ميوزك برينز (الإنجليزية)
- أوريتا بيرتي على موقع ميوزك برينز (الإنجليزية)
- أوريتا بيرتي على موقع أول ميوزيك (الإنجليزية)
- أوريتا بيرتي على موقع ديسكوغز (الإنجليزية)
- أوريتا بيرتي على موقع قاعدة بيانات الفيلم (الإنجليزية)